# Epístola pastoral
A epístola pastoral é um livro canônico do Novo Testamento escrito por Paulo de Tarso. São três e agrupados desde os primeiros séculos do cristianismo num só corpus; Primeira Epístola a Timóteo e Segunda Epístola a Timóteo, dirigidas a Timóteo de Éfeso, e a epístola para Tito de Creta.
Foram chamadas pela primeira vez de "Epístolas Pastorais" no século XVIII. O título é apenas parcialmente uma descrição do seu conteúdo, pois não é um livro estritamente pastoral no sentido de fornecer instrução sobre o cuidado das almas. A designação de pastoral é por serem dirigidos a pessoas que tinham responsabilidades pastorais. Diferentemente das demais epístolas paulinas que se destinam a uma igreja ou grupo de igrejas.
Não há nada que indique que foram escritos na mesma data ou no mesmo local, ou que o autor pretendesse que fossem um conjunto, entretanto, estudos contemporâneos indicam que devem ser tratadas como um grupo. Foram possivelmente escritas no período do fim da vida do apóstolo Paulo, e apresentam seu pensamento para o preparo de Timóteo e Tito a fim de continuarem sua evangelização. Por este motivo, introduz uma diferente espécie de correspondência na literatura paulina em comparação com as demais epístolas anteriores.